# 不破刃
不破 刃（ふは じん、Jin Huha）は、SNKの対戦型格闘ゲーム『ART OF FIGHTING 龍虎の拳 外伝』に登場する架空の人物。担当声優はJAI。

## キャラクター設定
如月影二と同門の忍者だったが、影二が次期総帥に推薦されたことで彼を恨み、彼の命を狙っている。
ただし、次期総帥になれず山を下りたあと独自の修行を行っていたため使う技はほぼオリジナルとなっており、掲げる忍術流派も影二とは異なっている。
一人称は「拙（せつ）」。なお、名字の読みは「ふわ」ではなく「ふは」である。
身に付けているものは頭巾と袴だけであり、筋骨隆々で上半身裸という、従来の忍者のイメージを覆す格好をしている。また、戦闘勝利時や超必殺技発動時に巨大な雄叫びをあげるなど、忍者らしからぬ行動も目立つ。
ゲーム本編では、かつて影二と対決したリョウ・サカザキ（刃のストーリーの最終ボスとしても登場）を注目しているほかに、藤堂香澄と対決した際に「なぜ藤堂一族がリョウの行方を捜している」という趣旨の発言をしている。最終的にリョウと戦った後、彼から自らの拳には殺意しか感じられない事や影二を倒した後に自らはどうするのかと聞かれるも、刃はそれらに答えず一度日本に来れば分かると告げて去っている。
勝利メッセージの中には男女問わずに対戦相手を「すごい漢」と称賛するものがあるが、スタッフのコメントによるとこれは「対戦相手の力量を認めた時点で相手を性別に関係なく一角の英雄と見なしているため」とされている。
『ザ・キング・オブ・ファイターズ』では操作キャラクターとしての登場はないものの、『2002 UNLIMITED MATCH』ではネオジオワールドの背景に、『XII』では中間デモに登場している。

## 技の解説

### 特殊技
ボディー突き
リーチが短いが、攻撃力のある打撃技。
側退撃
側転しながら、蹴りを浴びせる。後方へ放つ際によろけてしまう。
頭突き
前進しながら頭突きして、相手を垂直に浮かび上がらせる。
不破流竜巻蹴り
浴びせ蹴りを繰り出す。
2段ジャンプ
空中でレバーを上に入力して出す特殊移動。
天誅落
コマンド入力で出す相手を両脚で踏むダウン追撃技。

### 必殺技
真空斬首刀
片足を上げ、もう片方の足を軸に両手を広げて回転しながら、手刀で攻撃する技。
猛牛流投陣
攻撃してきた相手を放り投げる当て身技。ダメージが入るのは相手を投げた時ではなく、攻撃を受け止めた時である。
流影陣
両手に気を込め、相手の飛び道具を撥ね返す。形状が影二のものとは全く異なるが性能はこちらの方が高く、超必殺技の飛び道具を跳ね返すこともできる。
忍隠れ
姿を消す技。影が残るので、位置を隠す効果はないが、（中段攻撃などの）動作を隠すことができる。

### 超必殺技
闘神翔
自分を中心として周りにオーラを発し、敵を攻撃する。発生は遅く、横へのリーチが非常に短いという欠点はあるが、発生まで無敵時間が持続する。先読みぎみに繰り出せば、めくりにも対応できる対空や地上での割り込み技として使える。持続時間も長く、コマンドも超必殺技としては非常に簡略であるため、乱舞系超必殺技に対しては見てから発動することで確実に反撃でき、防御面では無類の強さを発揮する。

## 関連人物
- 如月影二 - かつての同門